# Yongle-encyklopædien
Yongle-encyklopædien (Yongle dadian encyklopædien) eller Yong-lo tatien (永樂大典, direkte oversat “Den store Kanon (el. dokumentsamling) fra Yongle-tiden”) var et eneståede værk, som den kinesiske Ming-kejser Yongle (kejser 1402-24) besluttede at iværksætte i 1403. Det var ikke blot en af de tidligste kendte almene encyklopædier, men det var samtidig langt den største.
Mere end 2.000 forfattere og forskere arbejdede med den kæmpeopgave, som kejser Yongle havde iværksat. Det var målet at alt, hvad der fandtes af tilgængelig viden skulle indarbejdes. I alt 8.000 værker, der var udarbejdet siden oldtiden blev gennemgået og erfaringer og viden herfra inddraget. Disse værker dækkede et bredt spektrum af fagområder, inkl. landbrug, filosofi, kunst, astronomi, teater, drama, geologi, geografi, historie, litteratur, medicin og lægevidenskab, diverse naturvidenskab, religion samt teknologisk viden. Alt dette blev gennemgået, systematiseret og inddraget i encyklopædien.
Da encyklopædien endelig blev færdiggjort og godkendt af kejser Yongle i 1407-08 omfattede den 22.877 eller 22.937 håndskrevne skriftruller eller kapitler i 11.095 volumes (bind el. enheder). Den samlede encyklopædi fyldte 40 kubikmeter (svarende til et 2 meter højt og 1 meter dybt skab, der er 20 meter langt, hvori skriftrullerne blev opbevaret, eller omkring 400-500 meter hyldeplads til bogudgaven).
Oprindelig var det kejser Yongles plan at udgive værket i bogform, men det ville have krævet en nærmest uoverskuelig arbejdsopgave at udskære trykforme til de næsten 1 million sider, som det samlede værk bestod af. De krige som kejser Yongle var involveret i, havde samtidig tømt statskassen, så denne del af planerne blev midlertidigt skrinlangt
På grund af værkets helt særegne karakter blev der således i første omgang kun fremstillet 1 original (formentlig som skriftruller) og noget senere 1 kopi (formentlig som indbundne, men håndskrevne, bøger). Efter at encyklopædien kun på grund af et tilfælde blev reddet fra at blive ødelagt under en brand i 1557 i kejserpaladset (Den Forbudte By) beordrede den da fungerende kejser Jiajing (1507-1567) (den 11. kejser i Ming-dynastiet, der regerede 1525-1567), at der skulle fremstilles endnu en kopi. 
Derefter er det uklart, hvad der blev af den originale udgave, som tilsyneladende forsvandt samtidig med at kejser Jiajing døde i 1567. Det har fået en del forskere til at hælde til den opfattelse (eller drøm) at Jiajing tog dem med sig i graven, det endnu ikke fuldt udforskede Yongling Mausolæum, en af Ming dynastiets grave uden for Beijing. På grund af klimaet i området tror forskerne på, at encyklopædien – på trods af de mange år – fortsat kan være velbevaret. Yongling omfatter et meget stort område opbygget fra omkring 1536 og med store byggerier såvel over som under jorden, hvoraf en masse endnu ikke er udforsket. Det store kompleks ved Yongling er ligesom resten af Ming-gravene på UNESCOs liste over Verdens kulturarv.
Den næste store katastrofe foregik under bokseroprøret omkring år 1900, hvor den anti-imperialistiske Yihetuan bevægelse (el. Boxerne) invaderede kejserbyen Beijing, dræbte udlændinge og afbrændte paladser, biblioteker, m.m., hvorved størsteparten af encyklopædien gik tabt. Da de vestlige magter (England, USA, Tyskland, Frankrig, m.fl.) sendte militære styrker til at støtte kejseren, endte store dele af de resterende bind som bytte for gridske skattejægere. En del af disse er efterfølgende endt på museer og i private samlinger over store dele af verden.
Kun omkring 400 volumes (el. bind) – dvs. mindre end 5% af den samlede encyklopædi – antages af have overlevet til vor tid, alle fra den senest fremstillede kopi (dvs. den, som blev fremstillet efter 1557). Af disse er de 128 bind fortsat i Kina. I 1962 blev 100 af disse bind optrykt og genudgivet, dvs. at næsten 550 år efter at kejser Yongle iværksatte første del af sin plan om at udgive en kæmpe-encyklopædi, lykkedes det endelig at få den udgivet i trykt form. Der er planer om af udgive flest mulige af de bevarede bind, som er enestående historiske dokumenter om datidens viden, verdensopfattelse, filosofi, samfundsforhold, m.m.